# Voivodato de Vítebsk
El voivodato de Vítebsk (en bielorruso: Віцебскае ваяводзтва, en polaco: Województwo witebskie   , en latín: Palatinatus Vitebsciensis) fue una división administrativa y gobierno local del Gran Ducado de Lituania (y desde 1569 de la Mancomunidad de Polonia-Lituania) desde el siglo XV hasta las particiones de Polonia en 1795.
Zygmunt Gloger en su monumental libro "Geografía histórica de las tierras de la Antigua Polonia" proporciona esta descripción del voivodato de Vítebsk:

Vítebsk (en latín Vitebscum), situado sobre el río Daugava, fue uno de los principales gord del principado de Pólatsk. En la segunda mitad del siglo XII, surgió como un centro de gobierno local. Conquistada por uno de los hijos de Mindaugas aprox. en 1239, se convirtió en una parte permanente del Gran Ducado de Lituania desde la época de Gediminas. En aprox. 1342 Vítebsk ya era la sede de un starosta, que a principios del siglo XVI fueron nombrados voivodas. El primer voivoda de Vítebsk fue Jerzy Chlebowicz (...)

El río Daugava dividía el voivodato en dos partes, de las cuales la norteña era más pequeña. Dado que la ciudad de Vítebsk estaba ubicada en medio de una provincia escasamente poblada, al principio el voivodato no estaba dividido en condados. Más tarde, sin embargo, el condado de Orsha, que había sido parte del voivodato de Smolensk, se agregó al voivodato de Vítebsk (...) El voivodato de Vítebsk permaneció en la Mancomunidad hasta septiembre de 1772, cuando la mayor parte fue anexada por el Imperio ruso. Lo que quedó fue la parte sur de la Tierra de Orsha, que perteneció al Gran Ducado de Lituania hasta 1793 (...)

Los starostas residían en Vítebsk y Orsha, mientras que los sejmiks locales tenían lugar en ambas ciudades. En total, el voivodato de Vítebsk elegía a cuatro diputados para el Sejm, dos de cada condado. Después de la primera partición, los sejmiks fueron trasladados a la ciudad de Cholopienicze, ubicada en el voivodato de Minsk.

## Administración
Asiento del gobernador del voivodato (wojewoda):
- Vítebsk

Voivodas: Samuel Sanguszko (1629- XI 1638), Paweł Jan Sapieha (15 VIII 1646-)
División administrativa:
- desde la Tregua de Andrusovo (1667), el voivodato de Vítebsk constaba de dos condados (powiats): Vítebsk y Orsha. El primero se perdió ante el Imperio ruso en 1772, y solo una pequeña parte del segundo perteneció a la Mancomunidad hasta 1793.